# Downes-Gletscher
Der Downes-Gletscher ist ein Gletscher an der Nordküste der Insel Heard im südlichen Indischen Ozean. Er umfließt in nördlicher Richtung das Kap Bidlingmaier.
Wissenschaftler der Australian National Antarctic Research Expeditions nahmen 1948 eine Vermessung vor. Das Antarctic Names Committee of Australia benannte ihn nach dem australischen Biologen M. C. Downes, der 1951 und 1963 auf Heard tätig war.